# Zero Down
Zero Down war eine US-amerikanische Punk-Rock-Band aus Los Angeles, Kalifornien.

## Bandgeschichte
Gegründet wurde Zero Down von dem früheren Strung-Out- und Pulley-Bassisten Jim Cherry, dem früheren War-Called-Peace-Gitarristen John McCree und dem früheren Down By Law-Schlagzeuger Milo Todesco.
Die Band veröffentlichte im Jahre 2001 ihr erstes und einziges Album. With A Lifetime To Pay erschien bei Fat Wreck Chords. Der Stil der Platte orientierte sich an dem Sound der ehemaligen Bands der Musiker und entsprach Melodycore / Skatepunk, wie er Mitte der 1990er Jahre entstand und von Bands wie NOFX, Millencolin und Pennywise geprägt wurde.
Im August 2001 wurde die Band durch einen zweiten Gitarristen, Shawn Dewey, der früher bei Lagwagon spielte, verstärkt.
Am 7. Juli 2002 fand die Band ein jähes Ende, als Jim Cherry überraschend starb. Ersten Meldungen zur Folge starb Cherry an einer versehentlich genommenen Überdosis Arzneimittel. Diese Meldungen wurden jedoch später widerrufen. Im Dezember 2002 verkündete das Label Fat Wreck Chords nach Informationen von Cherrys Familie, dass dieser sein Leben lang an Herzrhythmusstörungen und Bluthochdruck litt. Eine verstopfte Arterie war für seinen Tod im Schlaf verantwortlich.

## Diskografie

### Studioalben
- With a Lifetime to Pay (2001, Fat Wreck Chords)

### Kompilationen / Livealben
- Fat Music Vol. V: Live Fat, Die Young (2001, Fat Wreck Chords mit dem Song Down This Road)